# Бычков, Афанасий Фёдорович
Афанасий Фёдорович Бычков (15 [27] декабря 1818, Фридрихсгам — 2 [14] апреля 1899, Санкт-Петербург) — русский историк, археограф, библиограф, палеограф, академик Петербургской Академии наук (1869), директор Императорской публичной библиотеки (1882—1899), член Государственного совета (с 1890). Действительный тайный советник.

## Биография
Происходил из дворянского рода Бычковых Ярославской губернии. Отец — артиллерийский офицер, генерал-лейтенант Фёдор Николаевич Бычков (1793—1883); мать — Варвара Афанасьевна Обручева (1793—1826).
Родился 15 (27) декабря 1818 года в Фридрихсгаме и всё детство провёл в Финляндии. В 1833 году поступил в Благородный пансион при Демидовском училище в Ярославле, который в 1834 году был присоединён к Ярославской гимназии. По окончании гимназии с золотой медалью в 1836 году поступал в Московский университет вначале на медицинский факультет, но учиться начал на историко-филологическом факультете (в то время — 1-е отделение философского факультета). Изучал русскую историю у профессора М. П. Погодина. Студентом составил «Указатель к сочинению Н. С. Арцыбашева „Повествование о России“» (1838). За диссертацию «О влиянии внешней природы на народ и государство» в 1839 году был награждён серебряной медалью. Окончил университетский курс в 1840 году со степенью кандидата.
После окончания университета по рекомендации М. П. Погодина Бычков вместе с Н. В. Калачовым 7 октября 1840 года был определён на службу в Археографическую комиссию. Одновременно с работой в комиссии преподавал в 1841—1850 годах русскую словесность в Дворянском полку. В 1842 году Погодин рассматривал Бычкова как своего возможного преемника на кафедре истории Московского университета, но тот тогда отказался, «не чувствуя склонности» к преподаванию.
В 1844 году был назначен хранителем отделения рукописей и старопечатных церковно-славянских книг Публичной библиотеки — на место А. Х. Востокова. Приступив к работе, начал составление инвентарного каталога. В 1850 году был издан подготовленный им «Систематический каталог рукописям и автографам» в 21 томе.
С 1848 по 1862 год Бычков заведовал Русским отделением библиотеки; с 1853 года он часто исправлял должность помощника директора и в 1868 году был назначен помощником директора. С 30 марта 1859 года — в чине действительного статского советника, с 1 января 1870 года — тайный советник.
Став хранителем Публичной библиотеки, не прекратил свою работу в Археографической комиссии: в 1854—1873 годы был главным редактором издания ПСРЛ, в 1865—1873 годы — правителем дел, а в 1891 году стал председателем комиссии.

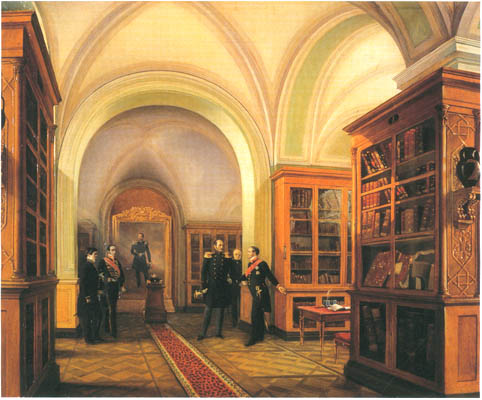
Посещение императором Николаем I Публичной библиотеки

По поручению Министерства народного просвещения А. Ф. Бычков сделал заключение о Древлехранилище М. П. Погодина (древние иконы, кресты, монеты, находки из курганов, богатое собрание старопечатных книг и рукописей). Оно послужило основанием для приобретением государством этой коллекции, и после её покупки книжное собрание Погодина поступило в 1852 году в Публичную библиотеку. 13 декабря того же года библиотеку посетил император Николай I и осмотрел собрание Погодина. Бычков начал работу над составлением описания этого собрания: в 1878—1882 годах выходило «Описание церковно-славянских и русских рукописных сборников Императорской Публичной библиотеки», но труд остался неоконченным.
Кроме работы в Публичной библиотеке и Археографической комиссии, Бычков был привлечён к работе во II Отделении Е. И. В. канцелярии (с 1850 года); также участвовал в работе комиссии Главного комитета по разработке положения о крестьянской реформе 1861 года, в комиссии об устройстве архивов, составлении законоположений по преобразованию судебной части (1862—1864), проекта Устава о книгопечатании (1863). В 1862 году был включён в комиссию по разбору и описанию архива Святейшего Синода, а в январе 1866 года стал её председателем.
С 1872 года участвовал в подготовке сборника «Письма и бумаги императора Петра Великого» — Санкт-Петербург: Гос. тип., 1887—1918. Уже в 1872 году им были опубликованы Письма Петра Великого, хранящиеся в Императорской Публичной библиотеке.

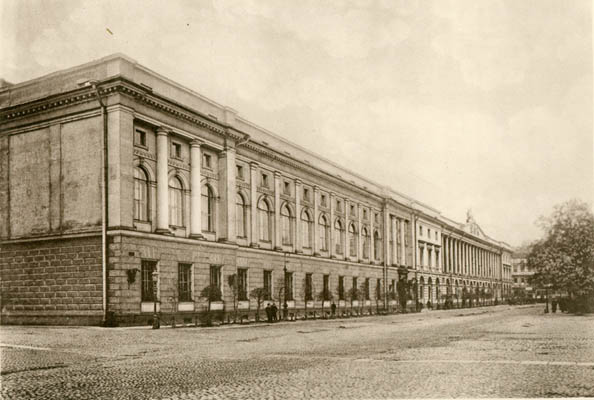
Корпус Е. С. Воротилова (вид здания со стороны площади Островского, 1913 год

Был назначен директором Публичной библиотеки 22 апреля 1882 года . За период его директорства фонды библиотеки пополнили 673 291 единица хранения (среди них — 505 399 наименований книг в 579 978 томах, 2546 карт и планов, 21 959 эстампов и фотографий, 53 368 рукописей и автографов). Бычков начал работу по строительству нового здания библиотеки. 30 ноября 1890 года император одобрил план и фасад постройки, которую решили разместить на Александрийской площади как пристройку к старому зданию. Проект выполнил архитектор Е. С. Воротилов 1 сентября 1896 года было начато строительство, которое завершилось уже после смерти Афанасия Бычкова.
В 1888 году Бычков был назначен членом Совета министра народного просвещения, а в 1890 году — членом Государственного совета Российской империи.
Скончался 2 (14) апреля 1899 года. Похоронен на Никольском кладбище Александро-Невской лавры.

## Звания и членство в научных организациях
- Императорская академия наук: 1855 год — избран член-корреспондентом, с 1866 года — экстраординарный академик, с 1869 года — ординарный академик, с 1893 года — председатель Отделения русского языка и словесности;
- Русское историческое общество (один из его основателей, член Совета и, с 1882 года, помощник председателя);
- Русское археологическое общество (с 1846; в 1874—1885 годах — управляющий отделением славяно-русской археологии; с 1885 года — помощник председателя); 8 марта 1889 года общество почтило заслуги А. Ф. Бычкова присуждением ему золотой медали;
- Императорское географическое общество — член Совета;
- почётный член всех духовных академий в России;
- член Королевского общества северных антиквариев в Копенгагене, Шведского археологического общества, Королевского исторического общества Великобритании, Эллинского филологического общества в Константинополе и других российских и иностранных обществ.

## Награды
- Орден Св. Анны 2-й ст. с императорской короной (1853)[7]
- Орден Св. Владимира 4-й ст. (1857)
- Знак отличия беспорочной службы за XV лет (1857)
- Орден Св. Владимира 3-й ст. (1862)
- Орден Св. Станислава 1-й ст. (1864)
- Орден Св. Анны 1-й ст. (1866)
- Орден Св. Владимира 2-й ст. (1872)[8]
- Орден Белого орла (1874)
- Орден Св. Александра Невского (1879) и алмазные знаки к нему (1883)
- Орден Св. Владимира 1-й ст. (1896)
- Медаль «В память войны 1853—1856»

## Семья
Был женат на Анне Николаевне Обручевой (17.03.1828—?) Их дети:
- Екатерина (1856—?)
- Иван (1858—1944)
- Фёдор (1861—1909)
- Мария (1865—?)